# أليسون ولفورد
أليسون ولفورد (بالإنجليزية: Allison Woolford)‏ (من مواليد 17 مايو 1984)، ممثلة أمريكية. بدأت عملها الفني في الكويت بعام 2003 من خلال مسلسل يا خوي.

## اعتناق الإسلام
قيل انها  اعتنقت الإسلام في عام 2007 وقامت بنشر صورة ترتدي الحجاب مع القرآن الكريم
عن طريق حسابها في الفيس بوك.

## أعمالها

### مسلسلات.
- ياخوي
- أم البنات
- سوالف حريم..
- سليم ودستة حريم.
- الغروب الأخير.

### في المسرح
- نهاية مخروش.

## روابط خارجية
- أليسون ولفورد على موقع قاعدة بيانات الأفلام العربية